# Aspidontus taeniatus
Faux nettoyeur, Blennie mimétique
Espèce
Statut de conservation UICN

 LC  : Préoccupation mineure
Aspidontus taeniatus, le Faux nettoyeur ou la Blennie mimétique, est une espèce de poissons marins de la sous-famille des Blenniinae (famille des Blenniidae) qui se rencontre dans l'océan Pacifique entre le 32°N et le 32°S.

## Description
Aspidontus taeniatus peut mesurer jusqu'à 115 mm de longueur totale. Sa forme, sa couleur et son comportement miment ceux du labre nettoyeur commun (Labroides dimidiatus), un poisson nettoyeur. On le rencontre surtout aux abords des stations de nettoyage des récifs coralliens. Utilisant la relation mutualiste entre le labre nettoyeur et ses patients, ce poisson profite de l'immobilité et de la confiance du poisson qui souhaite se faire nettoyer, pour lui arracher un bout de chair et s'en nourrir, avant de prendre la fuite. Ce prédateur, comme d'autres, explique l'éthologiste Irenäus Eibl-Eibesfeldt, attaque de préférence les yeux : c'est pourquoi tant de poissons des coraux ont les yeux masqués par un bandeau noir.
Il se différencie notamment du vrai nettoyeur par la position de la bouche, dirigée vers le bas, celle de L. dimidiatus étant dans le prolongement du corps. L’œil est aussi légèrement différent.

Faux nettoyeur
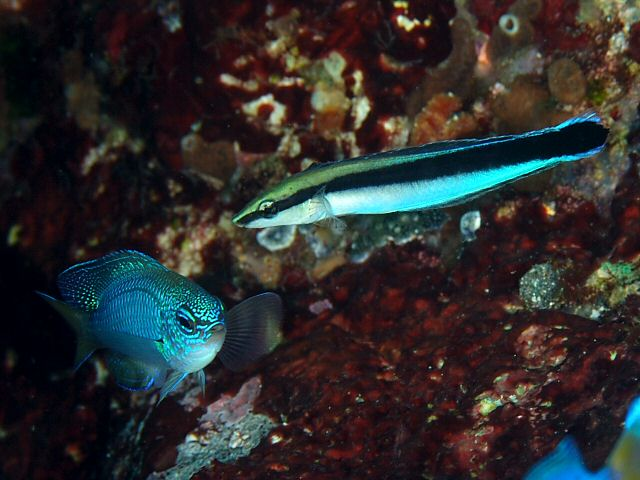
Aspidontus taeniatus.
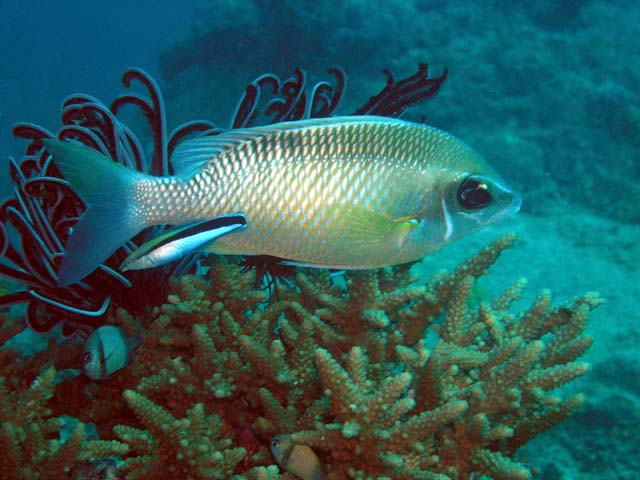
Faux nettoyeur près d'une future victime.

Nettoyeur à bande bleue
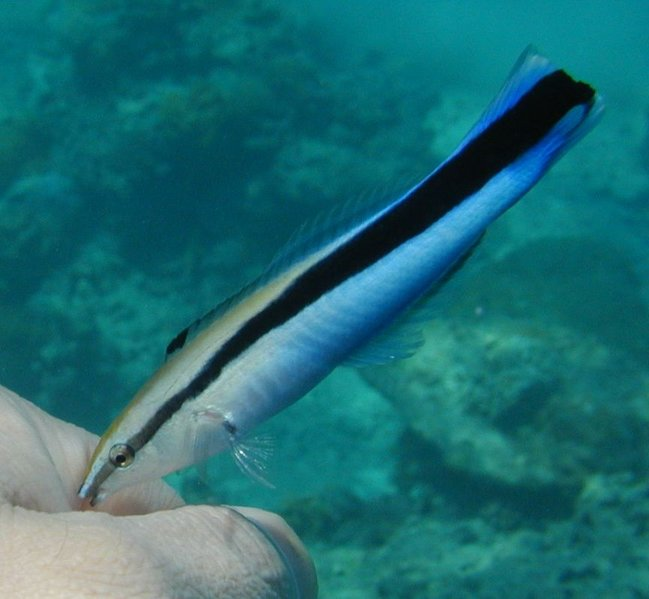
Labroides dimidiatus
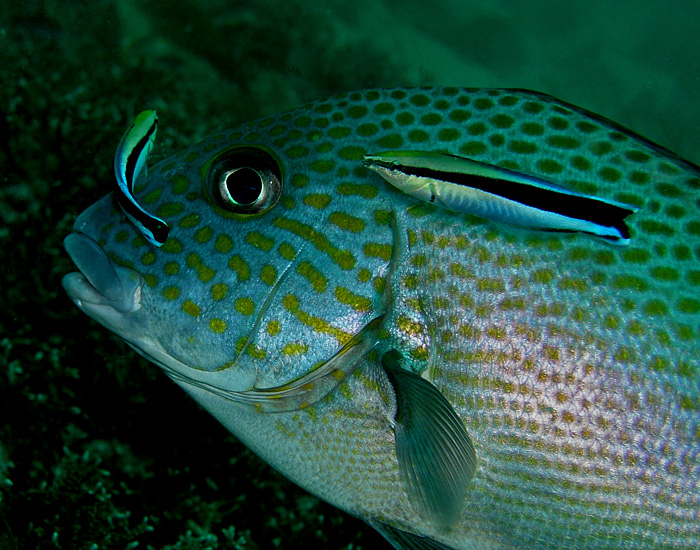
Deux véritables nettoyeurs inoffensifs.

## Répartition

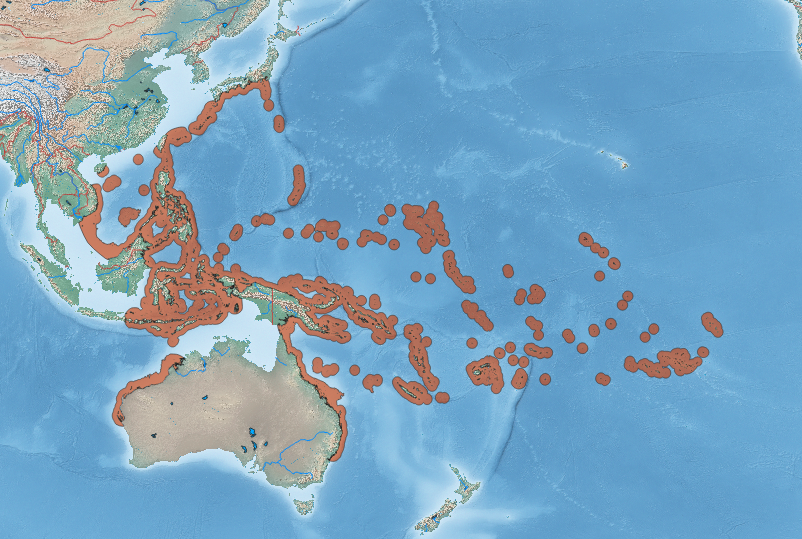
Aire de répartition d’Aspidontus taeniatus selon l'UICN (2025).

Ce poisson est largement répandu dans le Pacifique ouest et central et sur les côtes australiennes.

## Systématique
Le nom valide complet (avec auteur) de ce taxon est Aspidontus taeniatus Quoy & Gaimard, 1834.
Ce taxon porte en français le nom vernaculaire ou normalisé suivant : Blennie mimétique, Faux nettoyeur.
Aspidontus taeniatus a pour synonymes :
- Aspidontus taeniatus taeniatus Quoy & Gaimard, 1834
- Aspidontus taeniatus tractus Fowler, 1903
- Aspidontus filamentosus (Valenciennes, 1836)
- Aspidontus tractus Fowler, 1903
- Aspinodontus taeniatus Quoy & Gaimard, 1834
- Blennechis filamentosus Valenciennes, 1836
- Petrocirtes taeniatus (Quoy & Gaimard, 1834)

### Étymologie
Son épithète spécifique, du latin taeniatus, « rayé », fait référence à la large bande présente sur les flancs des adultes.